# Salomea Bau-Prussakowa
Salomea Bau-Prusakowa (Prussakowa) (ur. w grudniu 1889 w Tyczynie, zm. w sierpniu 1942 w Treblince) – polska lekarka neurolog pochodzenia żydowskiego, pierwsza kobieta z tytułem doktora medycyny uzyskanym na polskiej uczelni. Żona 
lekarza neurologa Leona Prusaka

## Życiorys
Ukończyła Gimnazjum św. Anny w Krakowie w 1912 roku. Studia medyczne odbyła na Uniwersytecie Jagiellońskim i Uniwersytecie Wiedeńskim. Tytuł doktora wszech nauk lekarskich otrzymała w listopadzie 1918 roku w Krakowie. Od grudnia tego roku była asystentką w oddziale neurologicznym Szpitala na Czystem w Warszawie, kierowanym przez Edwarda Flataua. Po 1932 roku była asystentem w klinice neurologicznej Uniwersytetu Warszawskiego. 
W 1940 została przesiedlona do getta warszawskiego. 7 sierpnia 1942 roku, w czasie wielkiej akcji deportacyjnej, została wywieziona do Treblinki, gdzie zginęła.
Była autorką 17 prac naukowych.

## Wybrane prace
- Wągrzyca ośrodkowego układu nerwowego, Polska Gazeta Lekarska 1937, nr 33-36.
- Lipoidozy, Warszawskie Czasopismo Lekarskie. 1935; 12 (11-14)
- Choroby układu nerwowego na tle kiły. Państwowy Zakład Wydawnictw Lekarskich, 1951